# 碧血金沙
《碧血金沙》（英語：The Treasure of the Sierra Madre）是一部1948年的美國冒險新西部电影，由约翰·休斯顿编剧及导演，改编自1927年B·特拉文的同名小說。本片讲述两个身无分文的美国人Fred C. Dobbs（亨弗莱·鲍嘉 飾演）和Bob Curtin（蒂姆·霍尔特 飾演）在1920年代到墨西哥与前辈Howard（沃尔特·休斯顿 飾演）合伙淘金的故事。

## 演員

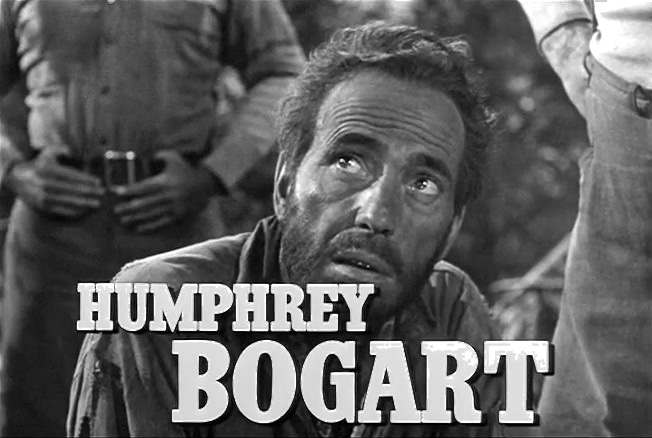
電影預告片的畫面

- 亨弗莱·鲍嘉 飾演 Fred C. Dobbs
- 沃尔特·休斯顿 飾演 Howard
- 蒂姆·霍尔特（英语：Tim Holt） 飾演 Bob Curtin
- 布魯斯·班尼特（英语：Bruce Bennett） 飾演 James Cody
- 巴頓·麥克萊恩（英语：Barton MacLane） 飾演 Pat McCormick
- 阿方索·貝多亞（英语：Alfonso Bedoya） 飾演 Gold Hat
- 阿圖羅·索托·蘭格爾（英语：Arturo Soto Rangel） 飾演 El Presidente
- Manuel Dondé 飾演 El Jefe
- José Torvay 飾演 Pablo
- Margarito Luna 飾演 Pancho
- 羅伯特·布萊克 飾演 the Mexican Boy Selling Lottery Tickets（未掛名）
- 约翰·休斯顿 飾演 the American in Tampico in the White Suit（未掛名）

## 荣誉
- 奥斯卡最佳导演
- 奥斯卡最佳改编剧本
- 奥斯卡最佳男配角：Walter Huston（他是本片导演的父亲）
- 奥斯卡最佳影片提名
- 金球奖最佳剧情片
- 金球奖最佳导演
- 美國國家電影保護局典藏
- 导演Stanley Kubrick最爱电影第四位
- AFI百年百大电影第30位
- AFI百年百大惊悚片第67位
- AFI百年百大英雄与反派：反派提名-Fred C. Dobbs
- AFI百年百大电影台词第36位："Badges? We ain't got no badges! We don't need no badges! I don't have to show you any 恶臭的徽章（英语：Stinking badges）!"
- AFI百年百大电影 (2007年版)第38位